# Liebenau (Hessen)
Liebenau település Németországban, Hessen tartományban. Lakosainak száma 2970 fő (2023. december 31.).

## Népesség
A település népességének változása:
| Lakosok száma | 3223 | 3123 | 3098 | 3038 | 2975 | 2989 | 2970 |
|               | 2014 | 2015 | 2017 | 2019 | 2021 | 2022 | 2023 |